# جون تايلور (طبيب عيون)
الفارس جون تايلور (1703-1770 أو 1772) كان أحد جراحي العيون البريطانيين الأوائل، مروج ذاتي ودجال طبي في أوروبا في القرن الثامن عشر. لاحظه صموئيل جونسون، وارتبط بسوء المعاملة الجراحية لجورج فريدريك هاندل، ويوهان سيباستيان باخ، وربما مئات آخرين.

## حياة مهنية
ولد تايلور في نورتش، محتملا عام 1703. كان ابنا لجراح يدعى جون تايلور، والذي توفي عام 1709. درس في لندن تحت إشراف الجراح البريطاني الرائد ويليام تشيسلدن في مستشفى سانت توماس، وبحلول عام 1727 أنتج كتابًا بعنوان «حساب آلية العين(An Account of the Mechanism of the Eye)»، مكرسًا لتشيسلدن.
ومع زيادة ممارسته، عمل على مشاهير ذلك الوقت مثل إدوارد جيبون، مما ادى إلى تعارفه مع حاكم فيينا وراعي الملحنين جوتفريد ڤان سويتين، وتم تعيينه جراح العيون الملكي للملك جورج الثاني، وبعد ذلك نمت موهبته للترويج الذاتي. أطلق على نفسه لقب «الفارس»، على الرغم من أن مصدر لقبه (الذي يعادل «وسام» في اللغة الإنجليزية) مشكوك فيه، وادعاءاته بأنه ينتمي لعائلة أرستقراطية كانت كاذبة. تم فقط تكريمه عام 1755 على يد بندكت الرابع عشر. قام تايلور بجولة في أوروبا في عربة مرسومة بصور للعيون، يُظهِرُ بذلك التقنية القديمة لإعتام عدسة العين وغيرها من التقنيات في شيء مثل عرض طب السفر لجراحة العيون، مع مطالبات، وعلاجات، ومدفوعات منسقة من أجل الخروج السهل من البلدة. في سيرته الذاتية الموسعة لعام 1761 في مجلدين (الحياة والتاريخ الاستثنائي للفارس جون تايلور) نصب تايلور نفسه «سيد العيون (ophthalmiater), الحَبْرِيّ، الإمبراطوري، الملكي».
كانت مهنة تايلور مُدمِرة. تضمن نهجه العام إراقة الدماء، والملينات، وقطرات العين المكونة من دم الحمام المذبوح، والسكر المسحوق، أو الملح المخبوز. في وقت ما في أواخر مارس 1750، خلال إحدى جولاته الأوروبية، أجرى تايلور عملية لإعتام عدسة العين على باخ في لايبزيغ وأصابه بالعمى. أصيب باخ بالحمى بعد الجراحة الثانية بفترة وجيزة وتوفي بعد أقل من أربعة أشهر. يوجد بعض الأدلة على إجراء تايلور عملية لهاندل في أغسطس 1758، في تونبريدج ويلز، وبعد ذلك تدهورت صحة هاندل حتى وفاته في أبريل 1759. في كلتا الحالتين ادعى تايلور النجاح الكامل. قبل إجراء كل عملية جراحية، كان يلقي خطابًا طويلاً يعزز نفسه بأسلوب خطابي غير عادي. ذكر طبيب العيون الهولندي ر.زيجرز أنه «بعد تدريبه، بدأ تايلور ممارسته في سويسرا، حيث أعمى مئات المرضى، اعترف ذات مرة». قال الكاتب صمويل جونسون عن تايلور إن حياته أظهرت «مثالاً إلى أي مدىً يمكن ان تؤدي الوقاحة إلى الجهل».
وقت ومكان وفاة تايلور غير مؤكد. ادعى عالم الموسيقى تشارلز بورنى أنه توفي صباح يوم الجمعة 16 نوفمبر 1770 في روما، مدعيًا أيضًا أنه «تناول العشاء معه على مائدة الطعام الخاصة به قبل وفاته ببضعة أيام». وقيل أيضًا أنه مات في باريس. في يونيو ويوليو 1772، أفادت عدة صحف في ألمانيا وإنجلترا أنه توفي مؤخرًا في دير في براغ، وهو أعمى تمامًا، بعد أن عانى من مرض الكمنة العابرة؛ وقد دعم هذه الرواية أيضًا حفيد تايلور جون تيلور.

## قراءات موسًعة
- Albert, Daniel M.; Henkind, Paul (1993). "John Taylor: 1703–1772". Men of Vision: Lives of Notable Figures in Ophthalmology. Philadelphia: Saunders. pp. 41–49. ISBN 0-7216-4512-7.
- 978-1-934795-32-3.Albert, Daniel M. (2011). Chevalier John Taylor: England's Early Oculist: Pretender or Pioneer?. Madison, WI: Parallel Press . ISBN
- .Wright, A. Dickson (1957). "Quacks Through the Ages". Journal of the Royal Society of Arts. 105 (4995): 161–178. JSTOR 41368549
- .Carlyle, E. Irving (1898)."Taylor, John (1703–1772)". In Lee, Sidney (ed.). Dictionary of National Biography. 55. London: Smith, Elder, & Co. pp. 441–442